# Sega Meganet
Sega Meganet, также известный как Net Work System — онлайн-сервис для игровой системы Sega Mega Drive, функционировавший в Японии. Meganet, использовавший коммутируемый доступ в Интернет, стал первым сервисом Sega для многопользовательских онлайн-игр, и работал на основе принципа pay-to-play. Система работала на основе периферийного устройства Mega Modem и предлагала ряд уникальных игр для скачивания, некоторые из которых поддерживали совместную игру по сети. Технологии и оборудование Meganet также применялись в более серьезных сервисах, например, в банковской системе Mega Anser. В 1995 году в Бразилии появился похожий сервис под названием Mega Net.
Планировался запуск в Северной Америке под названием «Tele-Genesis», но эти планы не были осуществлены. В итоге сервис просуществовал недолго, закрывшись примерно спустя год, но он послужил предшественником сервисов Sega Channel и XBAND, а также более поздних онлайн-сервисов для игровых систем. В ретроспективных обзорах отмечается новаторский характер Meganet как попытки внедрения онлайн-игр, при этом указываются недостатки сервиса, связанные с техническими ограничениями и малым количеством доступных игр.

## История

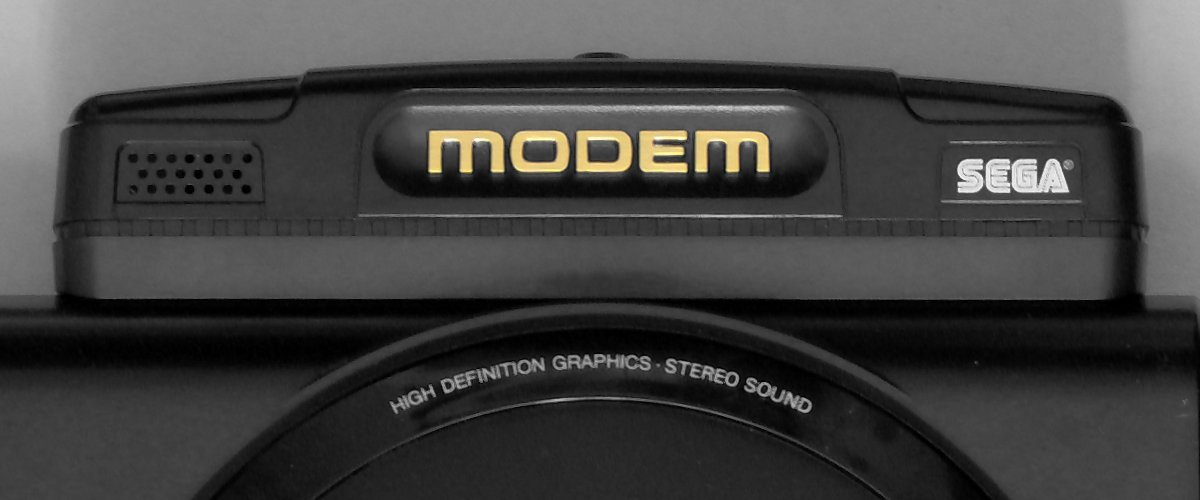
Периферийное устройство Sega Mega Modem, обеспечивающее доступ к сервису Meganet

Выпуск 16-битной игровой системы Mega Drive от Sega состоялся в Японии 29 октября 1988 года. Запуск совпал с выходом игры Super Mario Bros. 3 от Nintendo, что несколько снизило интерес к новинке Sega. Хотя положительные обзоры в журналах Famitsu и Beep! способствовали формированию базы поклонников, за первый год Sega смогла поставить на рынок лишь 400 000 устройств. Для привлечения более широкой аудитории компания приступила к разработке интернет-сервиса, концептуально схожего с Family Computer Network System, ранее представленным Nintendo для приставки Famicom.
Сервис Meganet был запущен в Японии 3 ноября 1990 года. Стоимость оборудования составляла 12 800 иен (примерно 100 долларов США), а ежемесячная абонентская плата — 800 иен. Для подключения к сервису использовался Mega Modem — периферийное устройство, подключаемое к 9-контактному порту EXT на задней панели консоли. От модема кабель шел к двухпортовому разъему, соединяющемуся с телефонной линией. В комплект Mega Modem входил картридж для доступа к библиотеке игр Meganet. На момент запуска было доступно около шести игр. Модем обеспечивал скорость соединения до 1200 бит/с. В Северной Америке сервис был анонсирован под названием «Tele-Genesis» на выставке Consumer Electronics Show в январе 1990 года и рекламировался в изданиях, таких как Electronic Gaming Monthly, однако так и не был выпущен в этом регионе.
Стремясь расширить аудиторию Mega Drive в Японии, компания Sega в 1990 году разработала систему Mega Anser для банка Nagoya Bank. Комплект Mega Anser включал системы Mega Drive, модем Mega Modem, специальный картридж и клавиатуру. Система обеспечивала доступ к банковским услугам, включая проверку баланса, денежные переводы и получение информации о кредитах. Розничная цена базового комплекта с игровой консолью составляла 34 000 иен. Версия с принтером предлагалась за 72 800 иен.
Из-за малого числа игр, непомерно высокой цены и низкой популярности Mega Drive в Японии, Meganet оказалась коммерческим провалом. К 1992 году модемы Mega Modem можно было найти только среди уценённых нераспроданных товаров. Новая ревизия Sega Mega Drive, выпущенная в 1993 году, лишилась 9-контактного разъёма EXT, что уже не позволяло подключить Mega Modem.
В 1995 году в Бразилии был запущен схожий сервис под названием Mega Net. В отличие от японского сервиса, этот предоставлял функции Интернета: электронную почту, новости и чат. К 1996 году сервис начал поддерживать онлайн-мультиплеер вместе с функциями чата, а также банкинг из дома. Сервисы и оборудование Mega Net распространялись Tectoy — бразильским дистрибьютором Sega.

## Игровая библиотека

Скриншот из Fatal Labyrinth — одной из игр сервиса

Сервис Meganet имел собственную библиотеку игр, отдельную от основной библиотеки Mega Drive. Большая часть этих игр никогда не выходила на картриджах, за исключением Columns, Flicky, Fatal Labyrinth и Teddy Boy Blues, которые позже были выпущены в физическом виде. Некоторые игры Meganet впоследствии были включены в сборник Game no Kanzume для Mega-CD, выпущенный только в Японии. Учитывая ограниченные возможности интернет-соединений того времени, размер большинства игр не превышал 128 кБ. Процесс загрузки игры обычно занимал от пяти до восьми минут.
Все игры Meganet были доступны через сервис Sega Game Library, доступ к которой осуществлялся посредством модема Mega Modem. Из-за проблем с оплатой междугородних звонков при использовании телефонной линии, а также из-за задержки в несколько секунд между командами, лишь две игры имели совместный режим по сети: Tel-Tel Stadium и Tel-Tel Mahjong, остальные же были либо для одного игрока, либо несколько игроков могли играть вместе на одной приставке. Из-за нежелания Sega выпускать сервис в Северной Америке, американские сторонние разработчики не желали вкладывать средства в разработку игр специально для Meganet, из-за чего для сервиса было выпущено небольшое число игр.
| Игра                                      | Жанр                 |
| ----------------------------------------- | -------------------- |
| 16t                                       | Экшен                |
| Aworg: Hero In The Sky                    | Экшен                |
| Columns                                   | Головоломка          |
| Fatal Labyrinth                           | РПГ                  |
| Flicky                                    | Экшен                |
| Forbidden City                            | Головоломка          |
| Hyper Marbles                             | Экшен                |
| Ikazuse! Koi no Doki Doki Penguin Land MD | Головоломка          |
| Kiss Shot                                 | Настольная игра      |
| Medal City                                | Настольная игра      |
| MegaMind                                  | Головоломка          |
| Paddle Fighter                            | Спортивный симулятор |
| Phantasy Star II Text Adventures          | Interactive fiction  |
| Putter Golf                               | Спортивный симулятор |
| Pyramid Magic                             | Головоломка          |
| Pyramid Magic II                          | Головоломка          |
| Pyramid Magic III                         | Головоломка          |
| Pyramid Magic Special                     | Головоломка          |
| Riddle Wired                              | Настольная игра      |
| Robot Battler                             | Экшен                |
| Sonic Eraser                              | Головоломка          |
| Teddy Boy Blues                           | Экшен                |
| Tel-Tel Mahjong                           | Настольная игра      |
| Tel-Tel Stadium                           | Спортивный симулятор |

## Приём и наследие
Ретроспективные отзывы о Sega Meganet неоднозначны: хвалится ранняя инициатива разработать онлайн-сервис для игровой консоли, но критикуется его реализация через использование телефонных линий и проблемы с нехваткой разработчиков игр у Sega для сервиса. Адам Редселл в IGN прокомментировал базовые функции сервиса, и хотя игр по его мнению было мало, он назвал сервис «чертовски впечатляющим для 1990-о». Он также отметил влияние Sega на развитие онлайн-гейминга в лице Meganet как их первой попытки, и отдал должное преемнику Meganet, Sega Channel, за содействие в распространении широкополосного Интернета.
Телефонная сеть, по которой работал Meganet, подвергалась критике за проблемы с логистикой онлайн-игр. Согласно Electronic Gaming Montly: «несмотря на анонс модема TeleGenesis, он ещё не появился и реальная польза от устройства, которое нужно только для игры с друзьями по телефонным линиям, остаётся под вопросом (оба должны иметь TeleGenesis, телефонные линии должны быть свободны, счета за телефон станут проблемой, если это междугородний звонок, и так далее)». С такими же проблемами, связанными с использованием телефонных линий для подключения к Интернету, позже столкнётся Catapult Entertainment с сервисом XBAND.
Кен Хоровиц, автор ресурса Sega-16, отметил, что нерешительность Sega в отношении выпуска сервиса в Северной Америке стала одной из причин ограниченного количества игр для Meganet. По мнению Хоровица, разработчики ожидали подтверждения выхода модема, прежде чем начать работу над играми. Однако из-за неопределенной позиции Sega лишь немногие компании решились на разработку. Автор также отметил, что Sega столкнулась с аналогичной проблемой при выпуске 32X в 1994 году. По мнению Хоровица, компания необоснованно рассчитывала на поддержку сторонних разработчиков, не проявляя энтузиазма в отношении собственного продукта, что в итоге привело к отсутствию игр. Хидэки Сато, бывший руководитель отдела исследований и разработки консольного оборудования Sega, рассказывал, что продажи Mega Modem принесли компании незначительную прибыль. Однако опыт, полученный при разработке и эксплуатации этого устройства, был использован при создании сетевых возможностей для последующей игровой системы, Sega Saturn.